# Kaputaş-Strand
Koordinaten: 36° 13′ 45″ N, 29° 26′ 57″ O

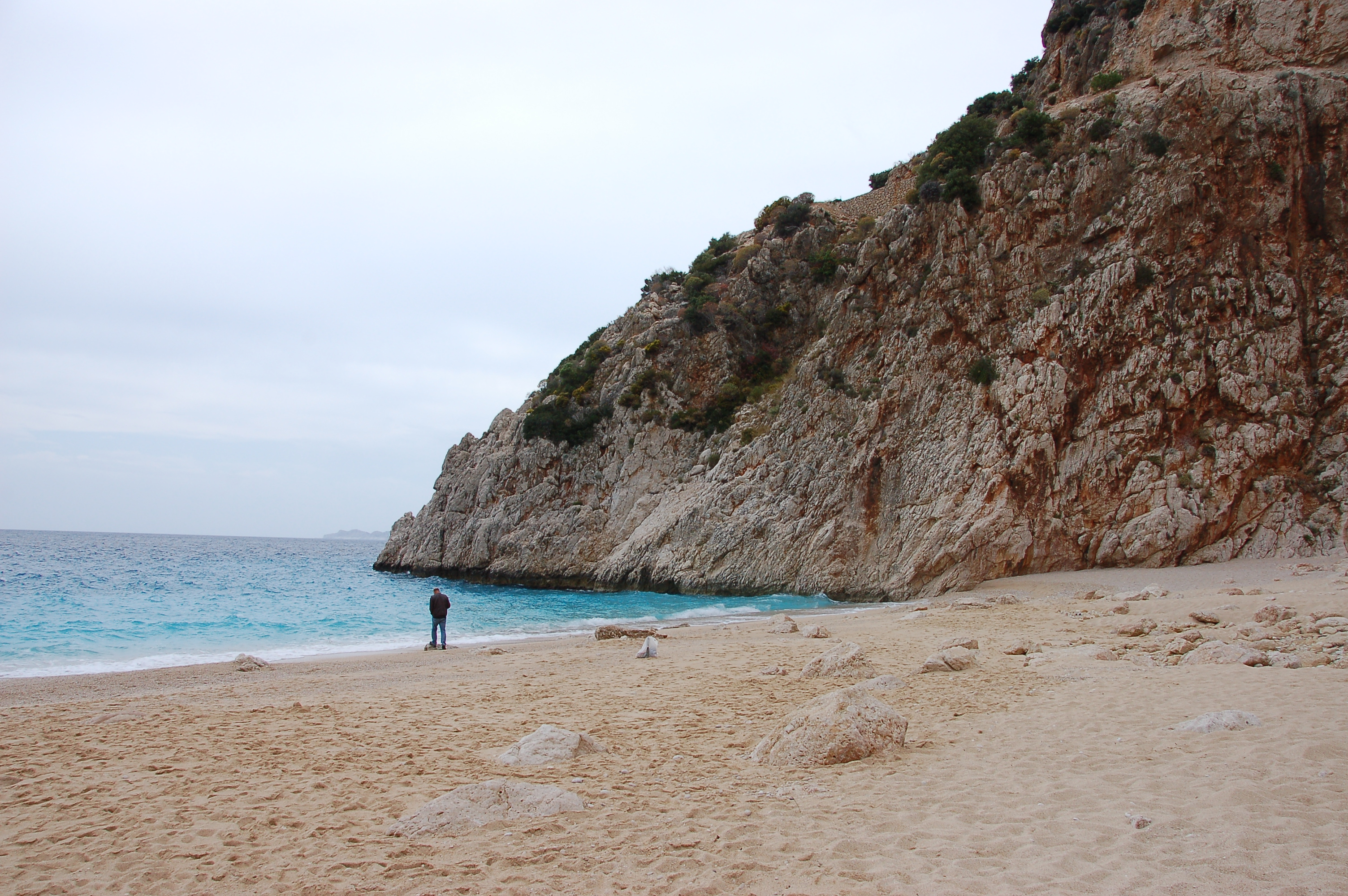
Kaputaş-Strand

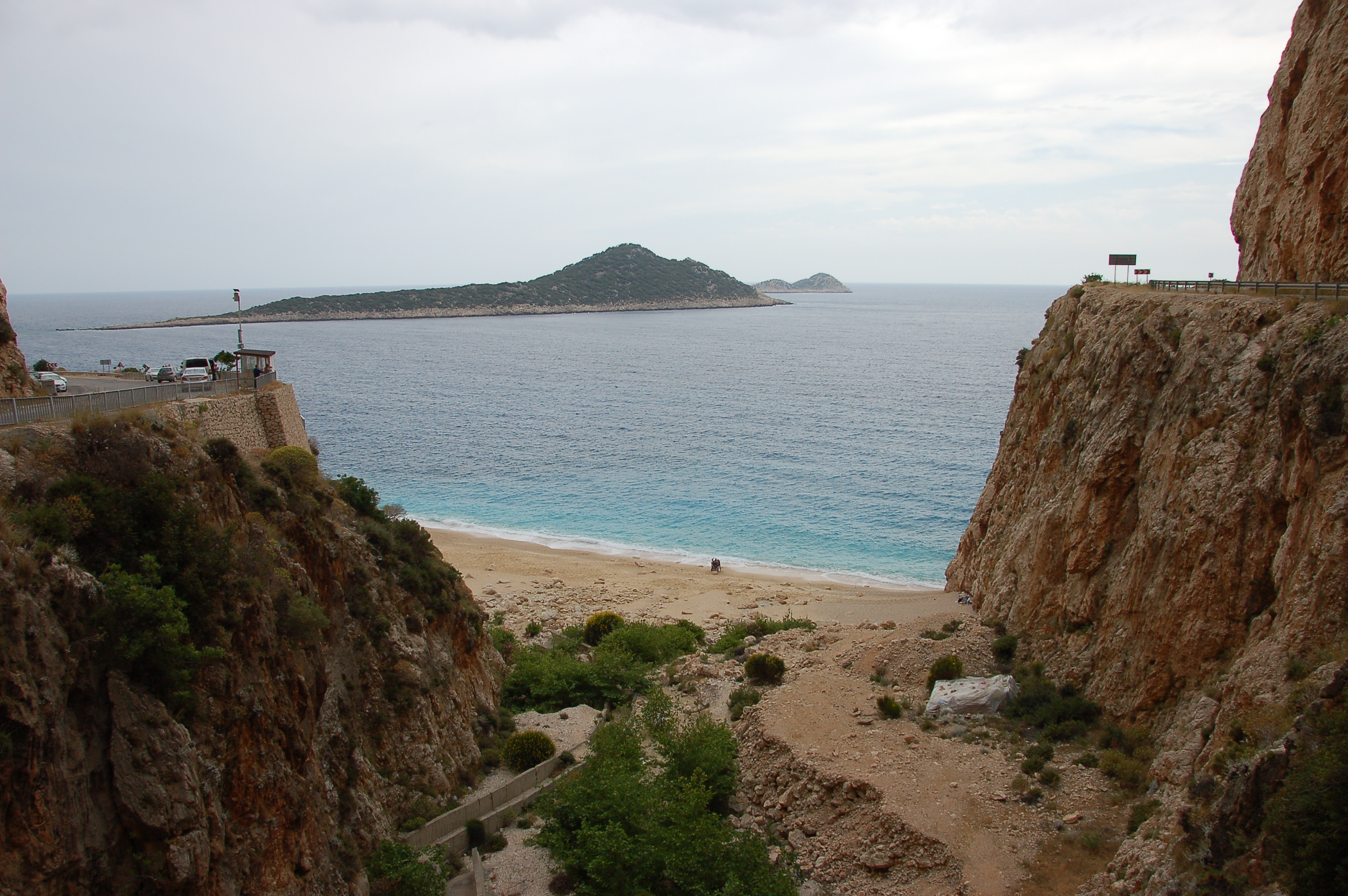
Der Strand von der Schnellstraße D400, sowie die Insel Boğazcık Adası und weiter draußen Heybeli Ada

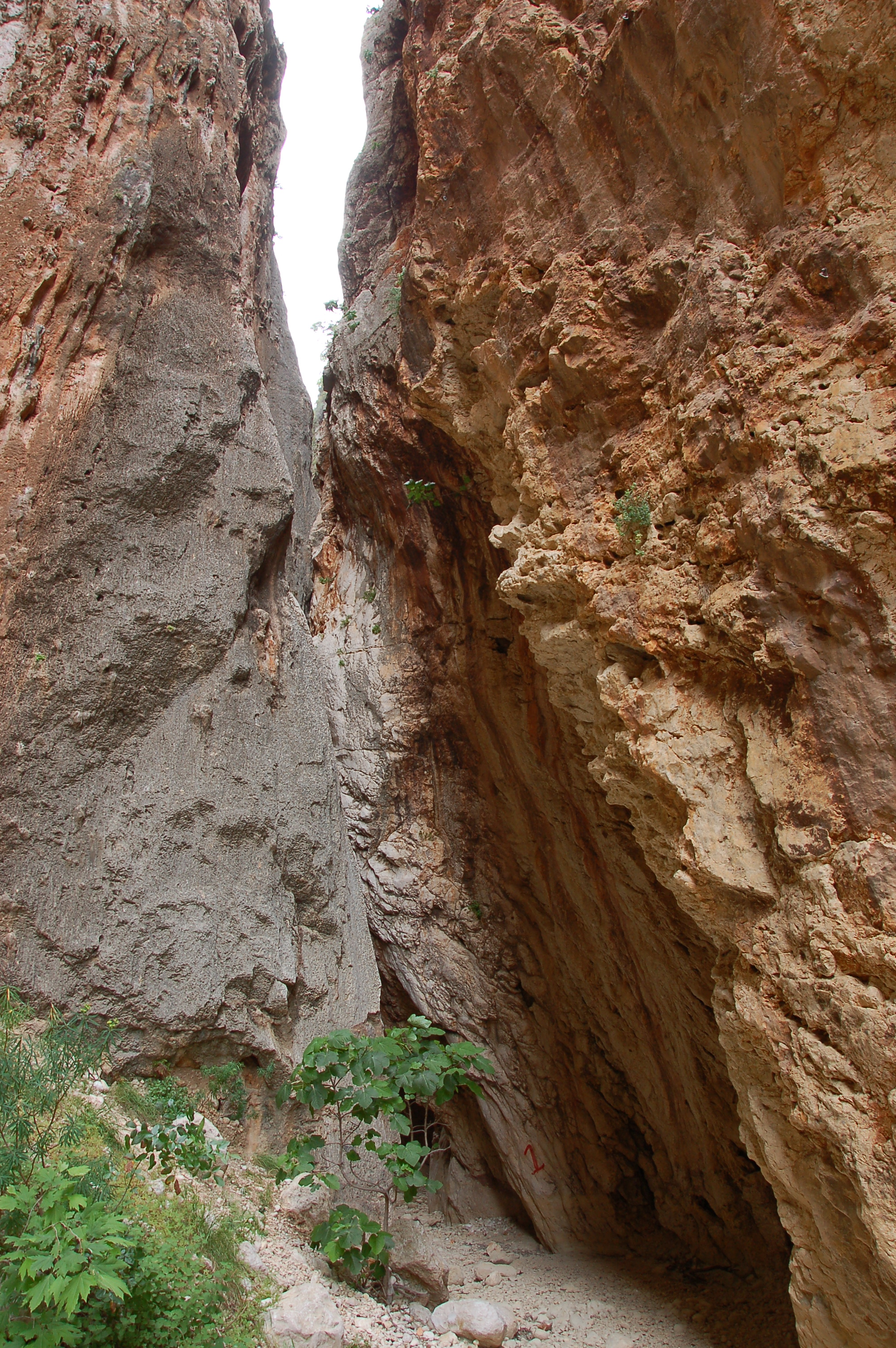
Weg zum Kaputaş-Canyon vom Strand

Der Kaputaş-Strand oder türkisch Kaputaş Plajı ist ein kleiner Naturstrand in einer Bucht zwischen den Orten Kaş und Kalkan in der südwestlichen Türkei am Mittelmeer.

## Name
Der Name stammt von dem Fluss Kaputaş, der in der Bucht ins Mittelmeer mündet. Kurz vor seiner Mündung hat er eine etwa 200 Meter lange Schlucht direkt am Strand in die Ausläufer des Taurusgebirges geformt. Nach dem Fluss sind weiterhin die Bucht und die Schlucht benannt.

## Lage
Der Strand befindet sich etwa 20 Kilometer westlich von Kaş und etwa 7 Kilometer südlich von Kalkan an einer Stelle, wo die extrem enge Schlucht des Kaputaş-Canyon mit einer Brücke von der Schnellstraße D400 überquert wird. Der Strand ist bei den Besuchern der Region sehr beliebt, da er direkt an der Straße liegt und durch eine Treppe von oben angebunden ist. An beiden Seiten der Bucht fallen die Felswände fast senkrecht ins Meer. Die Bucht ist auch ein beliebtes Ziel für Ausflugsschiffe aus Kaş oder Kalkan.

## Angebote
Der Kaputaş-Strand ist ein Naturstrand ohne feste Einrichtungen wie Toiletten oder Duschen. In der Saison werden Liegen und Sonnenschirme vermietet. Einige Händler vertreiben Souvenirs und Erfrischungen. Der Strand wird von der Gemeinde Kalkan überwacht, an der Straße gibt es allerdings nur eine begrenzte Anzahl an Parkplätzen. Der Bus zwischen Kaş und Kalkan hat hier eine Haltestelle. Das Meer wird in der Nähe des Strandes sehr schnell sehr tief. Der Strand wird zu den 20 besten Stränden in der Türkei und zu den schönsten an der Lykischen Küste gezählt.

## Umgebung
Vom Strand führt ein schmaler Weg in die tiefe, enge Kaputaş-Schlucht. Sie beginnt unterhalb der Straßenbrücke auf der anderen Seite der Straße. Die Schlucht wurde aus dem Abrieb des durch die Felsen fließenden Wassers des Kaputaş über tausende von Jahren gebildet. Die Schlucht endet nach etwa 200 Metern und bietet einen spektakulären Blick auf die steilen geraden Wände. Der Weg ist etwas beschwerlich, da er nicht ausgebaut ist, der Eintritt ist im Gegensatz zur Schlucht bei Saklıkent kostenlos.